# Empoasca lata
Empoasca lata är en insektsart som beskrevs av Delong och Caldwell 1934. Empoasca lata ingår i släktet Empoasca och familjen dvärgstritar.
Artens utbredningsområde är Ohio. Inga underarter finns listade i Catalogue of Life.